# 冬がやってきた
『冬がやってきた』（ふゆがやってきた）は、2004年11月17日リリースされた松山千春の34枚目のオリジナル・アルバム。

## 解説
シングル「北風の子守唄」と同時発売された。
2013年には日本コロムビアより松山千春オリジナル・アルバム・コレクションVol.29として再リリース。

## 収録曲
| 全作詞・作曲: 松山千春、全編曲: 夏目一朗。 |                    |          |            |      |
| #                                          | タイトル           | 作詞     | 作曲・編曲 | 時間 |
| 1.                                         | 「陽は昇る」       | 松山千春 | 松山千春   | 3:14 |
| 2.                                         | 「冬がやってきた」 | 松山千春 | 松山千春   | 3:49 |
| 3.                                         | 「山の向こう」     | 松山千春 | 松山千春   | 5:11 |
| 4.                                         | 「特別な夜」       | 松山千春 | 松山千春   | 3:47 |
| 5.                                         | 「いつだって」     | 松山千春 | 松山千春   | 4:42 |
| 6.                                         | 「自由」           | 松山千春 | 松山千春   | 4:02 |
| 7.                                         | 「human」          | 松山千春 | 松山千春   | 3:39 |
| 8.                                         | 「悲しくなったら」 | 松山千春 | 松山千春   | 3:46 |
| 9.                                         | 「お願い」         | 松山千春 | 松山千春   | 5:12 |
| 10.                                        | 「北風の子守唄」   | 松山千春 | 松山千春   | 4:31 |
| 合計時間:                                  | 合計時間:          | 41:53    |            |      |